# Terry Hughes
Terry Hughes (Inghilterra, ...) è un regista, sceneggiatore e produttore cinematografico britannico, noto soprattutto per aver diretto numerose serie televisive statunitensi negli anni ottanta, novanta e duemila.

## Biografia
Terry Hughes è nato in Inghilterra, ma vive in Texas.
Ha iniziato a produrre e dirigere varietà televisivi della BBC nel Regno Unito. Successivamente ha ottenuto sei nomination consecutive ai British Academy Film Awards, vincendone uno nel 1976. Ha vinto due Premi Emmy nel 1985 e nel 1987.
Nel 1990 ha diretto il film Amore e magia, interpretato da Demi Moore e Jeff Daniels.
Nel 1996 ha diretto il film per la televisione Mamma Natale, interpretato da Angela Lansbury.
Ha diretto cinque episodi della popolare serie televisiva Friends (uno nel 1996, tre nel 1997 e uno nel 2003).
Ha inoltre prodotto e diretto alcuni episodi di Cuori senza età, Una famiglia del terzo tipo e Whoopi.
Ha diretto tra il 1985 e il 1990 i 108 episodi delle prime cinque stagioni della serie televisiva Cuori senza età.
Nel 1972 a Edimburgo è stato direttore dell'Eurovision Song Contest 1972.

## Filmografia

### Regista
- Monty Python Live at the Hollywood Bowl (1982)
- Zero in condotta (Square Pegs) (1982-1983)
- Empire (1984)
- For Love or Money (1984)
- American Playhouse (1984-1986)
- Heartland (1989)
- His & Hers (1990)
- Cuori senza età (The Golden Girls) (1985-1990)
- Blossom - Le avventure di una teenager (Blossom) (1990)
- Lenny (1990)
- Amore e magia (The Butcher's Wife) (1990)
- Good & Evil (1991)
- Corsie in allegria (Nurses) (1991-1992)
- Cuori al Golden Palace (The Golden Palace) (1992)
- Woops! (Woops!) (1992)
- The Boys (1993)
- The Mommies (1993-1994)
- Una famiglia a tutto gas (Brotherly Love) (1995-1997)
- Mamma Natale (Mrs. Santa Claus) (1996)
- Friends (1996-2003)
- Una famiglia del terzo tipo (3rd Rock from the Sun) (1997-2001)
- That '70s Show (1998)
- I Finnerty (Grounded for Life) (2001)
- Good Morning, Miami (2002)
- Perfetti... ma non troppo (Less than Perfect) (2003)
- 8 semplici regole… per uscire con mia figlia (8 Simple Rules for Dating My Teenage Daughter) (2003)
- Whoopi (2003-2004)
- Listen Up! (2004)
- Pazzi d'amore (Committed) (2005)
- The Exes (2013-2015)